# Kigwancha Sports Club
Maillots
Le Kigwancha Sports Club, plus couramment abrégé en Kigwancha SC (en hangul: 기관차체육단, et en hanja:機關車體育團), est un club nord-coréen de football fondé en 1956 et basé dans la ville de Sinuiju.

## Histoire
Il a été sacré champion de Corée du Nord à cinq reprises, entre 1996 et 2000.

## Palmarès
| Compétitions nationales                                                            |
| ---------------------------------------------------------------------------------- |
| - Championnat de Corée du Nord (5) : - Vainqueur : 1996, 1997, 1998, 1999 et 2000. |

## Anciens joueurs du club
- Ju Kwang-min
- Pak Chol-ryong
- Lee Kwan-myong